# Fernando Confessore
Fernando Ezequiel Confessore (Buenos Aires, 18 de julio de 1968) es un periodista, meteorólogo y divulgador científico.

## Biografía
Despachante de Aeronaves, egresado del INAC (Instituto Nacional de Aviación Civil) dependiente de la Fuerza Aérea Argentina, realizó el curso de Operador Radiotelefonista Restringido dentro del INAC, y así obtuvo la licencia de la CNC (Comisión Nacional de Comunicaciones) para poder operar equipos de radiocomunicación aéreos, terrestres y marítimos. En el año 1992, se recibió de Pronosticador Meteorológico Universitario de la Universidad de Buenos Aires. Entre 1992 y 1994  trabajó en el Servicio Meteorológico Nacional en el área de recepción e interpretación de imágenes satelitales y, dentro de la organización, hizo los cursos de Nefoanalista y Meteorología Aeronáutica. En el mes de noviembre de 2000, ha participado en el Curso OMM (Organización Meteorológica Mundial) de formación en medios de comunicación, que tuvo lugar en Buenos Aires, Argentina.    
En diciembre de 1995 se incorporó al grupo de meteorólogos de Artear, haciendo salidas esporádicas en Todo Noticias. En 1997 es incorporado como columnista y presentador del tiempo en el noticiero de Todo Noticias TN de 7 a 9 y en El noticiero de Santo, de El Trece. Además fue el responsable del tiempo en TN Agro, noticiero agropecuario de Todo Noticias conducido por Natalia Marquiegui y Franco Mercuriali.
También se desempeñó como columnista en el programa de Fernando Carnota por Radio La Red. Ha sido mencionado como personaje destacado de la televisión argentina entre 1999 y 2009.
Actualmente, su horario de trabajo en la señal Todo Noticias, es de 12 a 16 horas, entre los noticieros "TN de 10 a 13" y "Nuestra Tarde".
Es autor, junto con Mauricio Saldivar de una serie de fascículos coleccionables llamado Meteorología para Todos, editado por Planeta DeAgostini.